# Wim Bleijenberg
Willem (Wim) Bleijenberg (Veenendaal, 5 november 1930 – Huissen, 10 januari 2016) was een Nederlands voetballer. Ook zijn zoon Hans Bleijenberg werd profvoetballer.

## Carrière
Bleijenberg speelde voor Veenendaal, Wageningen, Rigtersbleek, Ajax, Blauw-Wit, Go Ahead en AGOVV. Daarnaast trad hij drie keer op als international voor het Nederlands elftal. Hij was topscorer van Ajax in het seizoen 1956/57 met 16 doelpunten in 33 wedstrijden en in het seizoen 1958/59 met 15 doelpunten in 18 wedstrijden. Clubgenoot Piet van der Kuil had dat seizoen hetzelfde aantal doelpunten gemaakt. Met Ajax werd Bleijenberg tweemaal kampioen van Nederland. Zijn laatste wedstrijd voor Ajax werd gespeeld tegen Feyenoord het was de beslissingswedstrijd om het kampioenschap en werd met 5-1 gewonnen. Bleijenberg wist hierin driemaal te scoren.

## Interlandcarrière
Zijn optredens in het Nederlands elftal waren:
- 19 april 1953: Nederland – België (0–2) (basisplaats)
- 27 september 1953: Noorwegen – Nederland (4–0) (basisplaats)
- 30 september 1954: Zwitserland – Nederland (3–1) (basisplaats)

Hij speelde de gehele wedstrijden, maar scoorde niet.

## Clubstatistieken
| Seizoen         | Club            | Land            | Competitie                   | Competitie | Competitie | Beker | Beker | Internationaal | Internationaal | Overig | Overig | Totaal | Totaal |
| Seizoen         | Club            | Land            | Competitie                   | Wed.       | Dlp.       | Wed.  | Dlp.  | Wed.           | Dlp.           | Wed.   | Dlp.   | Wed.   | Dlp.   |
| --------------- | --------------- | --------------- | ---------------------------- | ---------- | ---------- | ----- | ----- | -------------- | -------------- | ------ | ------ | ------ | ------ |
| 1951/52         | Wageningen      | Nederland       | Eerste klasse B              | 18         | 21         | –     | –     | 0              | 0              | 0      | 0      | 18     | 21     |
| 1952/53         | Rigtersbleek    | Nederland       | Tweede klasse A Oost         | 20         | 26         | –     | –     | 0              | 0              | 0      | 0      | 20     | 26     |
| 1953/54         | Rigtersbleek    | Nederland       | Eerste klasse B              | 26         | 33         | –     | –     | 0              | 0              | 0      | 0      | 26     | 33     |
| 1954/55         | Rigtersbleek    | Nederland       | Eerste klasse B (afgebroken) | 9          | 10         | –     | –     | 0              | 0              | 0      | 0      | 9      | 10     |
| 1954/55         | Rigtersbleek    | Nederland       | Eerste klasse B              | 11         | 5          | –     | –     | 0              | 0              | 0      | 0      | 11     | 5      |
| 1955/56         | Rigtersbleek    | Nederland       | Hoofdklasse A                | 20         | 7          | –     | –     | 0              | 0              | 0      | 0      | 20     | 7      |
| 1956/57         | Ajax            | Nederland       | Eredivisie                   | 30         | 17         | –     | 4     | 0              | 0              | 0      | 0      | –      | 21     |
| 1957/58         | Ajax            | Nederland       | Eredivisie                   | 26         | 10         | –     | 0     | 4              | 0              | 0      | 0      | –      | 10     |
| 1958/59         | Ajax            | Nederland       | Eredivisie                   | 18         | 15         | –     | 0     | 0              | 0              | 0      | 0      | –      | 15     |
| 1959/60         | Ajax            | Nederland       | Eredivisie                   | 4          | 1          | –     | –     | 0              | 0              | 0      | 0      | 4      | 1      |
| 1960/61         | Blauw-Wit       | Nederland       | Eerste divisie B             | –          | 29         | –     | 5     | 0              | 0              | 0      | 0      | –      | 34     |
| 1961/62         | Blauw-Wit       | Nederland       | Eredivisie                   | 28         | 17         | 1     | 2     | 0              | 0              | 0      | 0      | 29     | 19     |
| 1962/63         | Go Ahead        | Nederland       | Eerste divisie               | 27         | 20         | 2     | 2     | 0              | 0              | 0      | 0      | 29     | 22     |
| 1963/64         | AGOVV           | Nederland       | Tweede divisie B             | –          | 17         | 1     | 1     | 0              | 0              | 0      | 0      | –      | 18     |
| 1964/65         | AGOVV           | Nederland       | Tweede divisie A             | –          | 13         | 0     | 0     | 0              | 0              | –      | 0      | –      | 13     |
| 1965/66         | AGOVV           | Nederland       | Tweede divisie A             | –          | 8          | –     | 0     | 0              | 0              | 0      | 0      | –      | 8      |
| Carrière totaal | Carrière totaal | Carrière totaal | Carrière totaal              | –          | 249        | –     | 14    | 4              | 0              | 0      | 0      | –      | 263    |

## Erelijst
Ajax
| Nationaal     |    |                  |
| Landskampioen | 2x | 1956/57, 1959/60 |

 Blauw Wit
| Nationaal      |    |         |
| Eerste divisie | 1x | 1960/61 |